# Болюмін
Болюмін (пол. Bolumin, нім. Groß Bolumin) — село в Польщі, у гміні Домброва-Хелмінська Бидґозького повіту Куявсько-Поморського воєводства.
Населення — 410 осіб (2011).
У 1975-1998 роках село належало до Бидгощського воєводства.

## Демографія
Демографічна структура станом на 31 березня 2011 року:
|          | Загалом | Допрацездатний вік | Працездатний вік | Постпрацездатний вік |
| -------- | ------- | ------------------ | ---------------- | -------------------- |
| Чоловіки | 223     | 63                 | 145              | 15                   |
| Жінки    | 187     | 45                 | 114              | 28                   |
| Разом    | 410     | 108                | 259              | 43                   |